# Wereldkampioenschappen noordse combinatie 2011
De wereldkampioenschappen noordse combinatie 2011 werden van 26 februari tot en met 4 maart 2011 gehouden in Oslo.

## Wedstrijdschema
| Datum       | Tijd          | Discipline           | Detail                  |
| ----------- | ------------- | -------------------- | ----------------------- |
| 26 februari | 10:00 & 13:00 | Gundersen NH (HS106) | HS106 + 10 kilometer    |
| 28 februari | 11:30 & 15:00 | Team NH (HS106)      | HS106 + 4 x 5 kilometer |
| 2 maart     | 11:00 & 16:00 | Gundersen LH (HS134) | HS134 + 10 kilometer    |
| 4 maart     | 11:30 & 16:00 | Team LH (HS134)      | HS134 + 4 x 5 kilometer |

De letters NH en LH staan respectievelijk voor Normal Hill (normale schans) en Large Hill (grote schans). De letters HS staan voor Hillsize waarbij HS100 en HS134 staat voor de afstand in meters van punt van afsprong (de schans) tot het 32-gradenpunt op de landingshelling. Dit punt ligt op elke schans weer anders.

## Uitslagen

### Gundersen
| HS106 + 10 kilometer | HS106 + 10 kilometer | HS106 + 10 kilometer | HS106 + 10 kilometer |
| #                    | Naam                 | Land                 | Tijd                 |
| -------------------- | -------------------- | -------------------- | -------------------- |
| Goud                 | Eric Frenzel         | GER                  | 25.19,2              |
| Zilver               | Tino Edelmann        | GER                  | + 11,9               |
| Brons                | Felix Gottwald       | AUT                  | + 18,4               |
| 4                    | Johannes Rydzek      | GER                  | + 22,9               |
| 5                    | Akito Watabe         | JPN                  | + 25,5               |
| 6                    | Mikko Kokslien       | NOR                  | + 29,6               |
| 7                    | Bill Demong          | USA                  | + 46,2               |
| 8                    | Todd Lodwick         | USA                  | + 46,9               |
| 9                    | Håvard Klemetsen     | NOR                  | + 47,0               |
| 10                   | Lukas Runggaldier    | ITA                  | + 47,0               |

| HS134 + 10 kilometer | HS134 + 10 kilometer | HS134 + 10 kilometer | HS134 + 10 kilometer |
| #                    | Naam                 | Land                 | Tijd                 |
| -------------------- | -------------------- | -------------------- | -------------------- |
| Goud                 | Jason Lamy-Chappuis  | FRA                  | 25.31,6              |
| Zilver               | Johannes Rydzek      | GER                  | + 6,7                |
| Brons                | Eric Frenzel         | GER                  | + 7,0                |
| 4                    | Håvard Klemetsen     | NOR                  | + 37,6               |
| 5                    | Todd Lodwick         | USA                  | + 38,8               |
| 6                    | Bill Demong          | USA                  | + 49,3               |
| 7                    | Tomáš Slavík         | CZE                  | + 51,9               |
| 8                    | Lukas Runggaldier    | ITA                  | + 59,2               |
| 9                    | François Braud       | FRA                  | + 1.02,7             |
| 10                   | Mario Stecher        | AUT                  | + 1.08,3             |

### Team
| HS106 + 4×5 kilometer | HS106 + 4×5 kilometer                                                     | HS106 + 4×5 kilometer | HS106 + 4×5 kilometer |
| #                     | Namen                                                                     | Land                  | Tijd                  |
| --------------------- | ------------------------------------------------------------------------- | --------------------- | --------------------- |
| Goud                  | David Kreiner Bernhard Gruber Felix Gottwald Mario Stecher                | AUT                   | 48.07,8               |
| Zilver                | Johannes Rydzek Eric Frenzel Björn Kircheisen Tino Edelmann               | GER                   | + 0,4                 |
| Brons                 | Mikko Kokslien Håvard Klemetsen Jan Schmid Magnus Moan                    | NOR                   | + 40,6                |
| 4                     | Bill Demong Bryan Fletcher Johnny Spillane Todd Lodwick                   | USA                   | + 54,8                |
| 5                     | Maxime Laheurte Sébastien Lacroix François Braud Jason Lamy-Chappuis      | FRA                   | + 1.30,4              |
| 6                     | Norihito Kobayashi Akito Watabe Daito Takahashi Yusuke Minato             | JPN                   | + 2.03,0              |
| 7                     | Hannu Manninen Janne Ryynänen Joni Karjalainen Eetu Vähäsöyrinki          | FIN                   | + 3.09,5              |
| 8                     | Mitja Oranič Marjan Jelenko Jože Kamenik Gašper Berlot                    | SLO                   | + 3.18,0              |
| 9                     | Giuseppe Michielli Lukas Runggaldier Alessandro Pittin Mattia Runggaldier | ITA                   | + 3.51,4              |
| 10                    | Miroslav Dvořák Tomáš Slavík Aleš Vodseďálek Lukas Havranek               | CZE                   | + 4.38,2              |

| HS134 + 4×5 kilometer | HS134 + 4×5 kilometer                                                | HS134 + 4×5 kilometer | HS134 + 4×5 kilometer |
| #                     | Namen                                                                | Land                  | Tijd                  |
| --------------------- | -------------------------------------------------------------------- | --------------------- | --------------------- |
| Goud                  | David Kreiner Bernhard Gruber Felix Gottwald Mario Stecher           | AUT                   | 47.12,3               |
| Zilver                | Johannes Rydzek Eric Frenzel Björn Kircheisen Tino Edelmann          | GER                   | + 0,1                 |
| Brons                 | Mikko Kokslien Håvard Klemetsen Jan Schmid Magnus Moan               | NOR                   | + 40,6                |
| 4                     | Maxime Laheurte Sébastien Lacroix François Braud Jason Lamy-Chappuis | FRA                   | + 51,9                |
| 5                     | Norihito Kobayashi Akito Watabe Taihei Kato Yusuke Minato            | JPN                   | + 1.31,4              |
| 6                     | Bill Demong Bryan Fletcher Johnny Spillane Todd Lodwick              | USA                   | + 1.44,0              |
| 7                     | Giuseppe Michielli Lukas Runggaldier Alessandro Pittin Armin Bauer   | ITA                   | + 2.45,6              |
| 8                     | Ronny Heer Tommy Schmid Tim Hug Seppi Hurschler                      | SUI                   | + 3.04,8              |
| 9                     | Miroslav Dvořák Tomáš Slavík Aleš Vodseďálek Pavel Churavý           | CZE                   | + 3.05,2              |
| 10                    | Mitja Oranič Marjan Jelenko Jože Kamenik Gašper Berlot               | SLO                   | + 4.01,8              |

### Medailleklassement
| Plaats | Land       | Goud | Zilver | Brons | Totaal |
| 1      | Oostenrijk | 2    | 0      | 1     | 3      |
| 2      | Duitsland  | 1    | 4      | 1     | 6      |
| 3      | Frankrijk  | 1    | 0      | 0     | 1      |
| 4      | Noorwegen  | 0    | 0      | 2     | 2      |
| Totaal | Totaal     | 4    | 4      | 4     | 12     |